# Остаде, Исаак ван
Исаак ван Остаде (нидерл. Isaac van Ostade, 2 июня 1621, Харлем — 16 октября 1649, Харлем) — голландский живописец «Золотого века голландской живописи» бытового и пейзажного жанров. Младший брат и ученик Адриана ван Остаде. «Он прожил всего двадцать восемь лет, но считают, что как художник он был не слабее Адриана».

## Жизнь и творчество
Ван Остаде родился в Харлеме, провинция Северная Голландия. Он начал свое обучение у брата Адриана, у которого оставался до 1641 года, когда начал собственную практику. В ранний период он испытал влияние Рембрандта, и это заметно в картине «Зарезанная свинья» 1639 года (по картине Рембрандта 1635 года). Вскоре он нашёл стиль, более соответствующий его собственным наклонностям. В 1641—1642 годах Исаак ван Остаде создавал картины по мотивам картин своего брата, среди них «Пять чувств». Образец работы Исаака этого периода можно увидеть в «Смеющемся хаме с горшком пива» в Рейксмюсеуме Амстердама.
Исаак выбирал сюжеты либо на улицах деревень, либо на замёрзших каналах с голландцами, катающимися на коньках; он вдохнул новую жизнь в обыденные сцены, изображая оживлённые группы людей с утончённой моделировкой живописных контрастов фигур и пейзажей. Его картины наполнены контрастами света и тени, фигурами всадников, путешественников, деревенских жителей, ссорящихся детей, собак, домашней птицы и крупного рогатого скота. Лучшие качества живописи Исаака проявляются в зимних сценах.
Он не прожил достаточно долго, чтобы довести своё искусство до высшего совершенства. Он умер 16 октября 1649 года в Харлеме, написав около четырёхсот картин.
Большинство произведений Исаака ван Остаде находятся в коллекциях Букингемского дворца, Национальной галереи в Лондоне, коллекциях Уоллеса и Холфорда в Англии, музеях Лувра в Париже, Берлина и Роттердама, в мюнхенской Старой пинакотеке.а также в коллекции Ротшильдов в Вене. В санкт-петербургском Эрмитаже имеется пять картин художника.

## Галерея

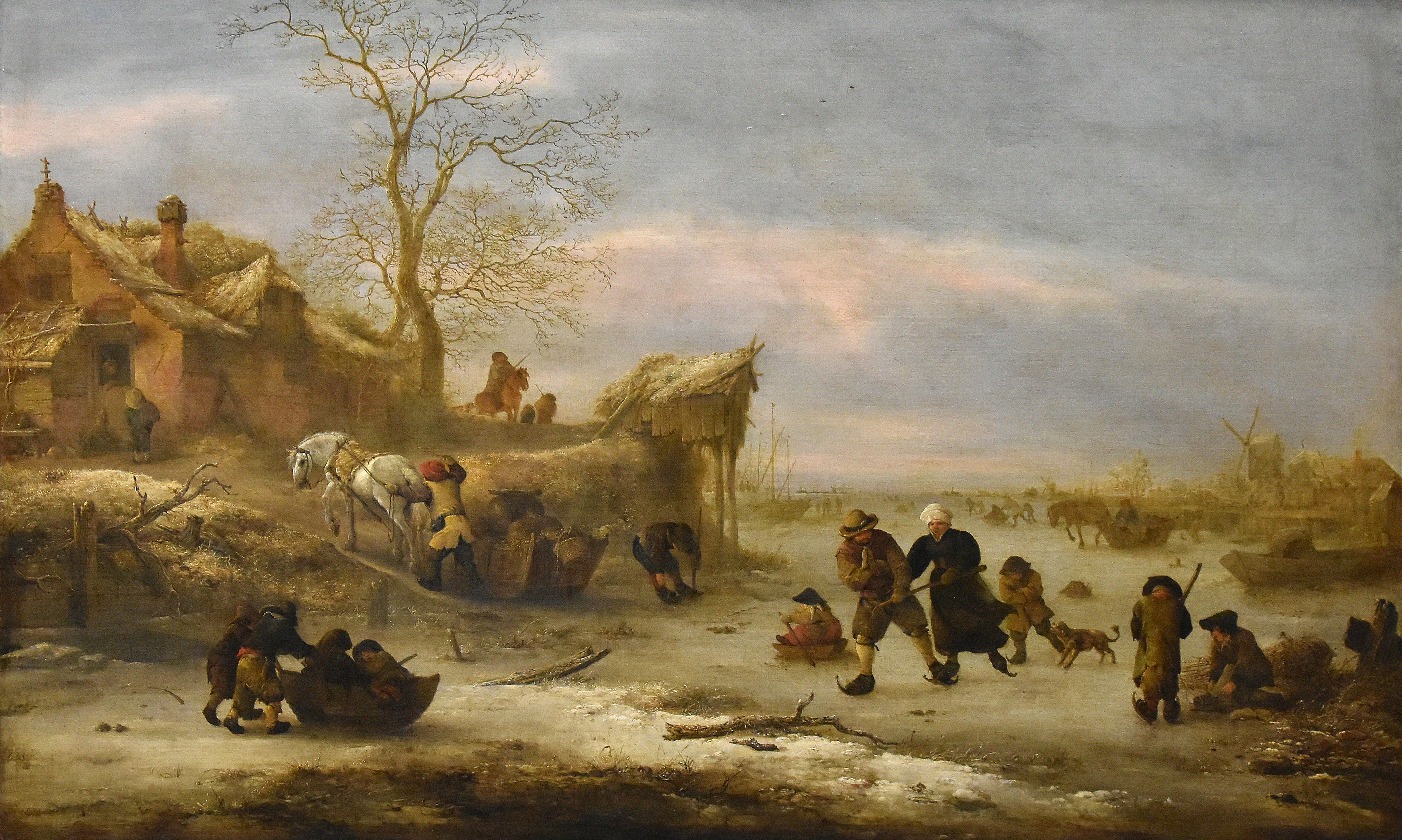
Замёрзшая река. 1630-е. Дерево, масло. Лувр, Париж
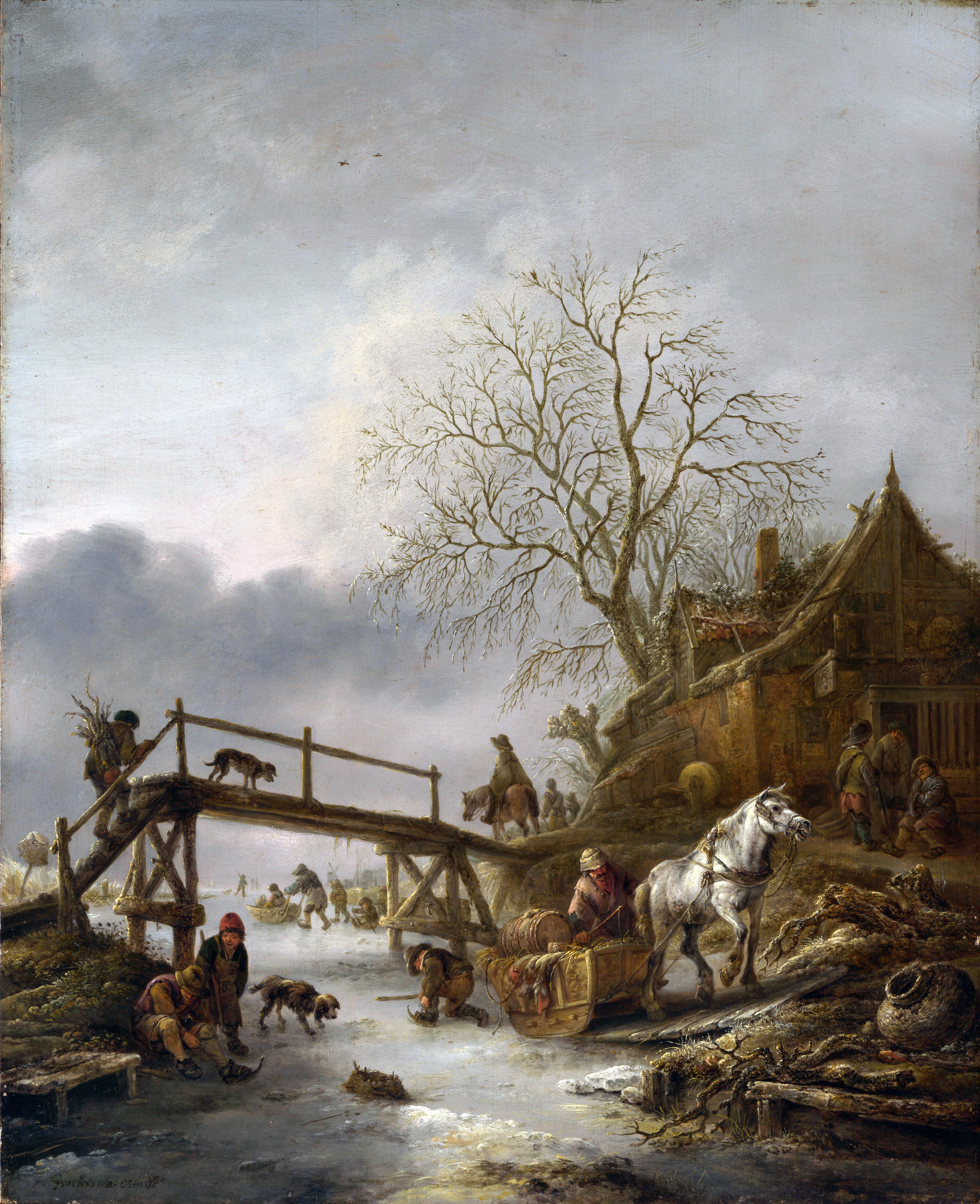
Зимняя сцена. 1640-е. Дерево, масло. Национальная галерея, Лондон
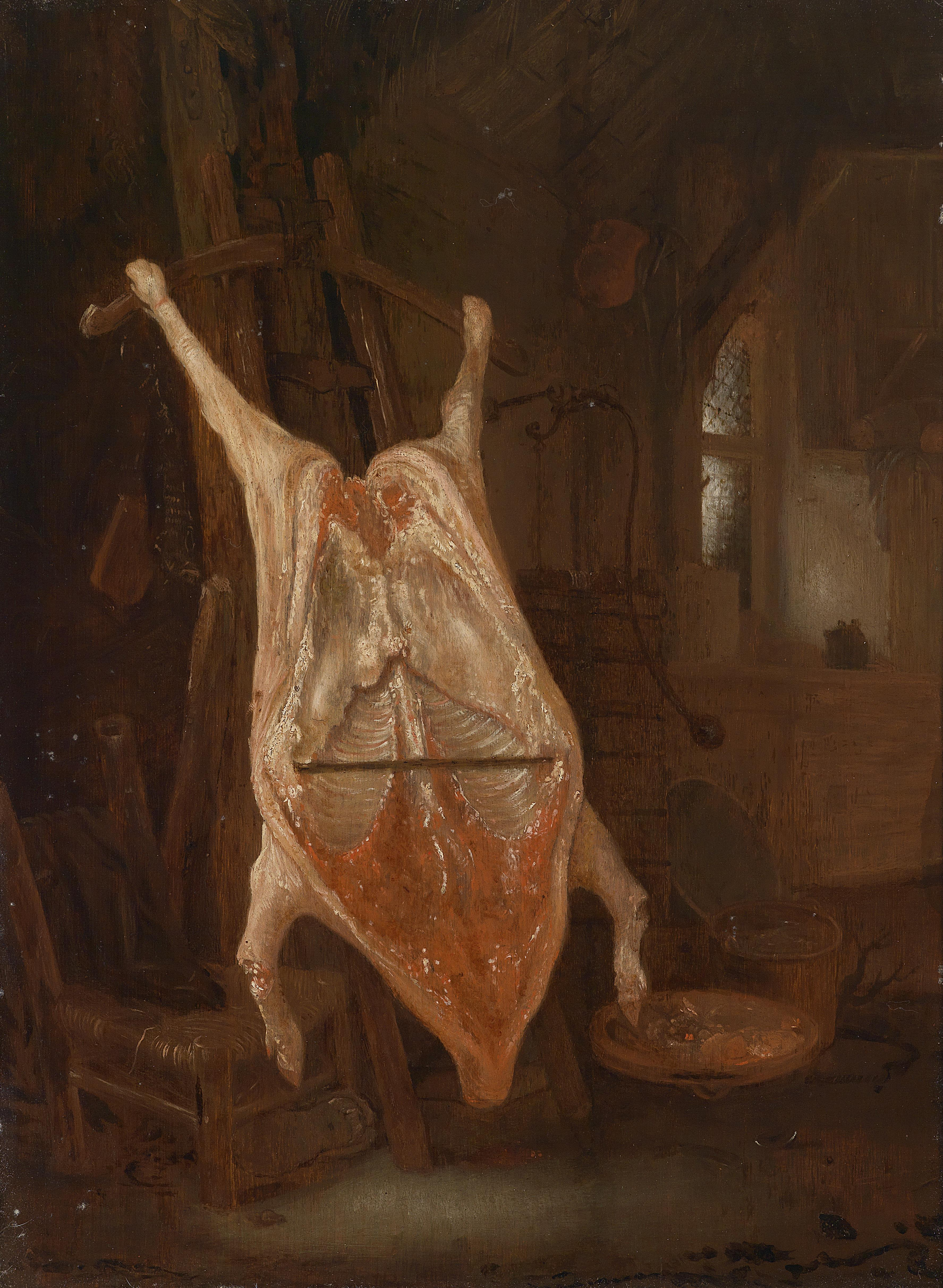
Зарезанная свинья. 1639
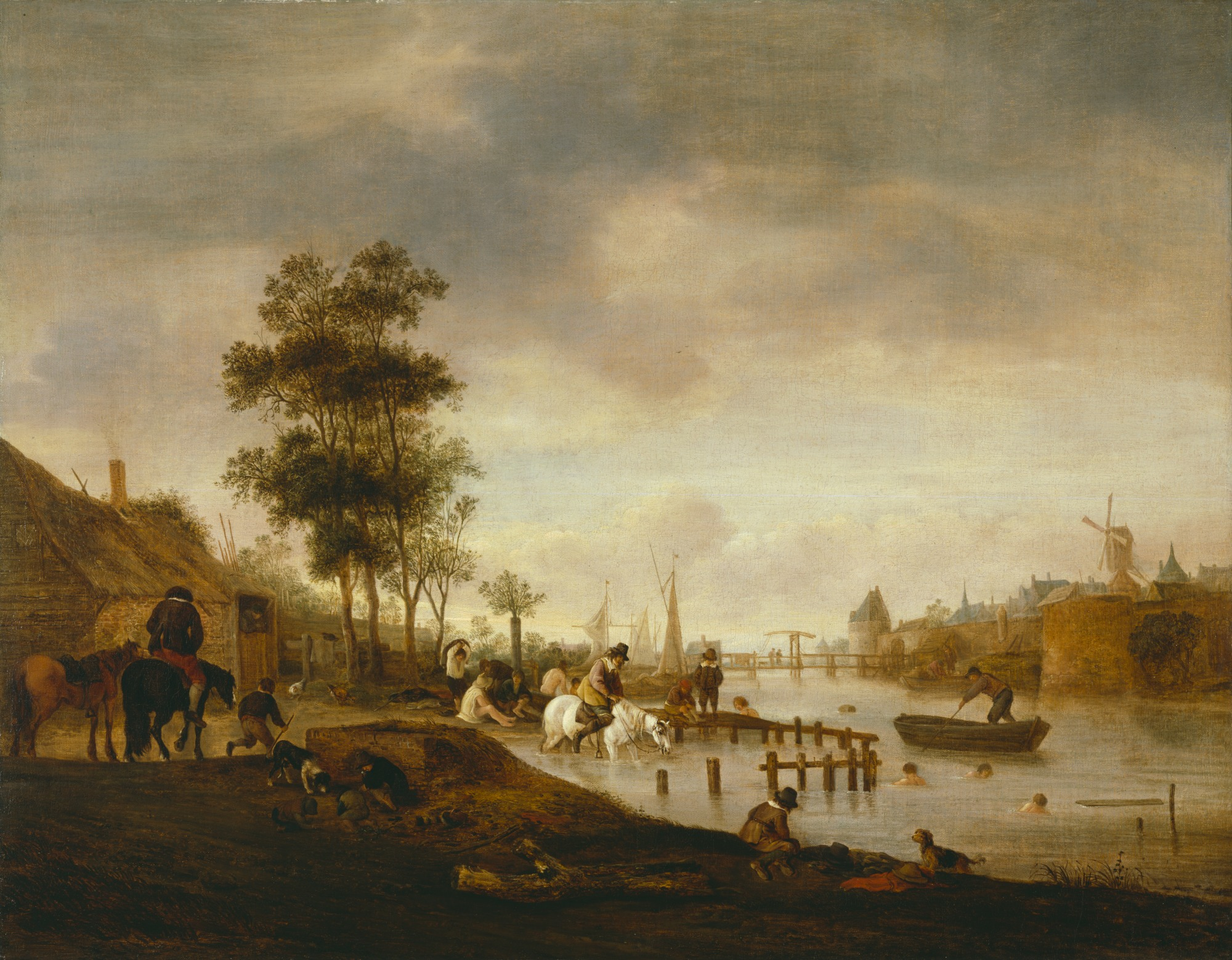
Речной пейзаж с переправой. 1644. Холст, масло. Детройтский институт искусств
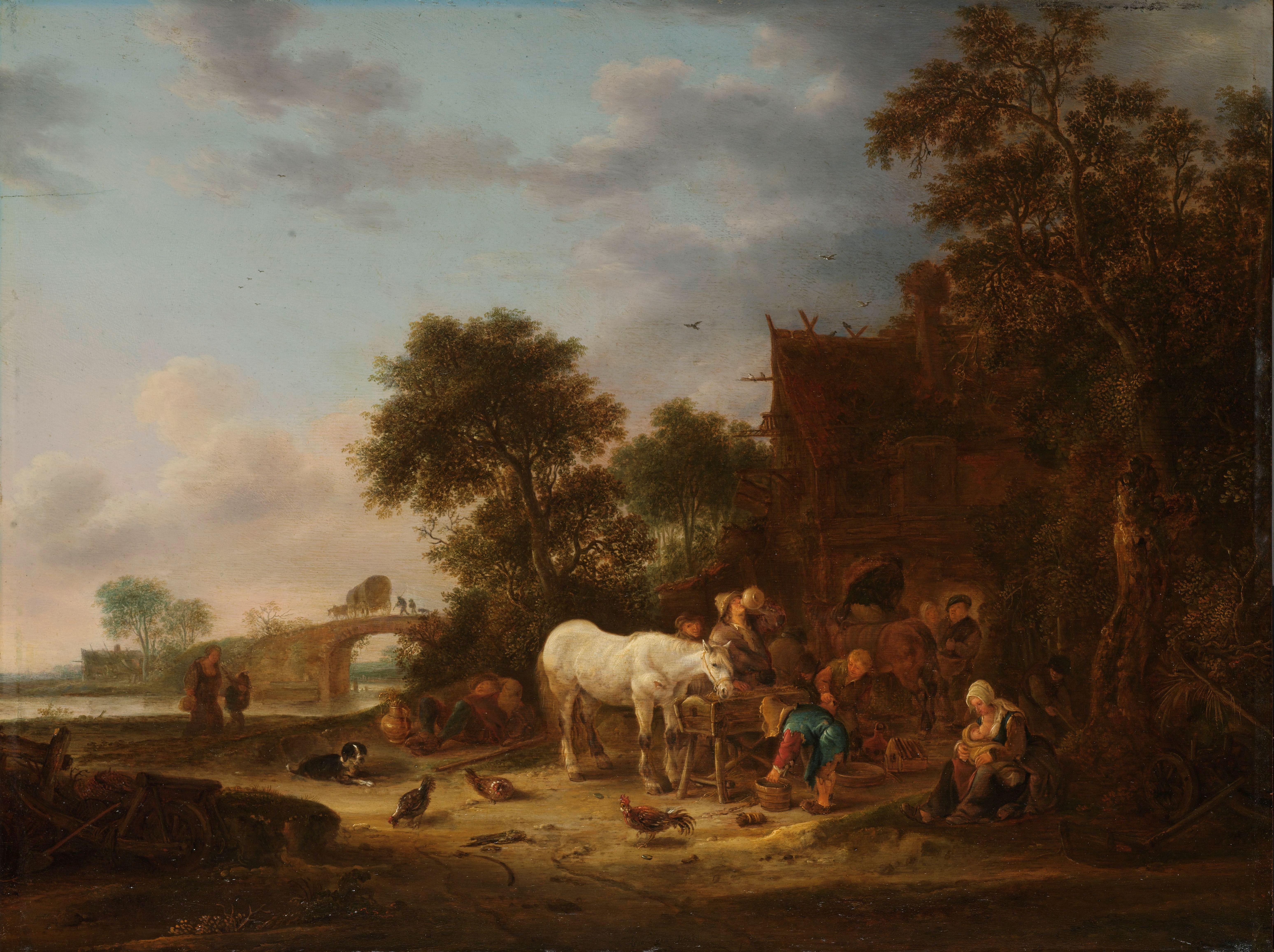
Деревенский постоялый двор с лошадью у корыта. 1643. Дерево, масло. Рейксмюсеум, Амстердам
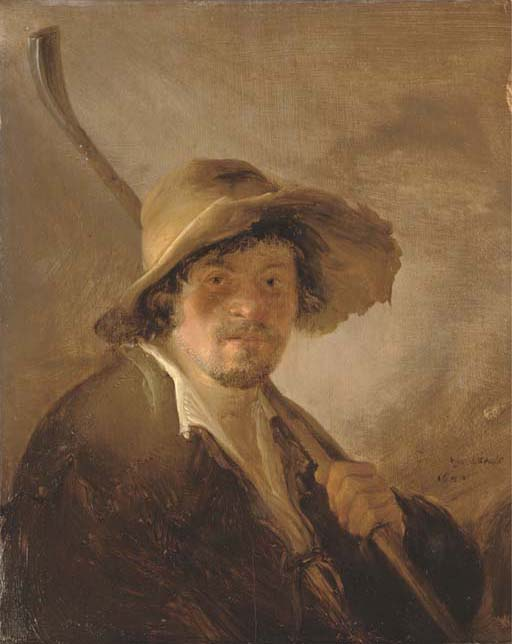
Пастух в широкополой шляпе с посохом. 1642. Дерево, масло. Частное собрание
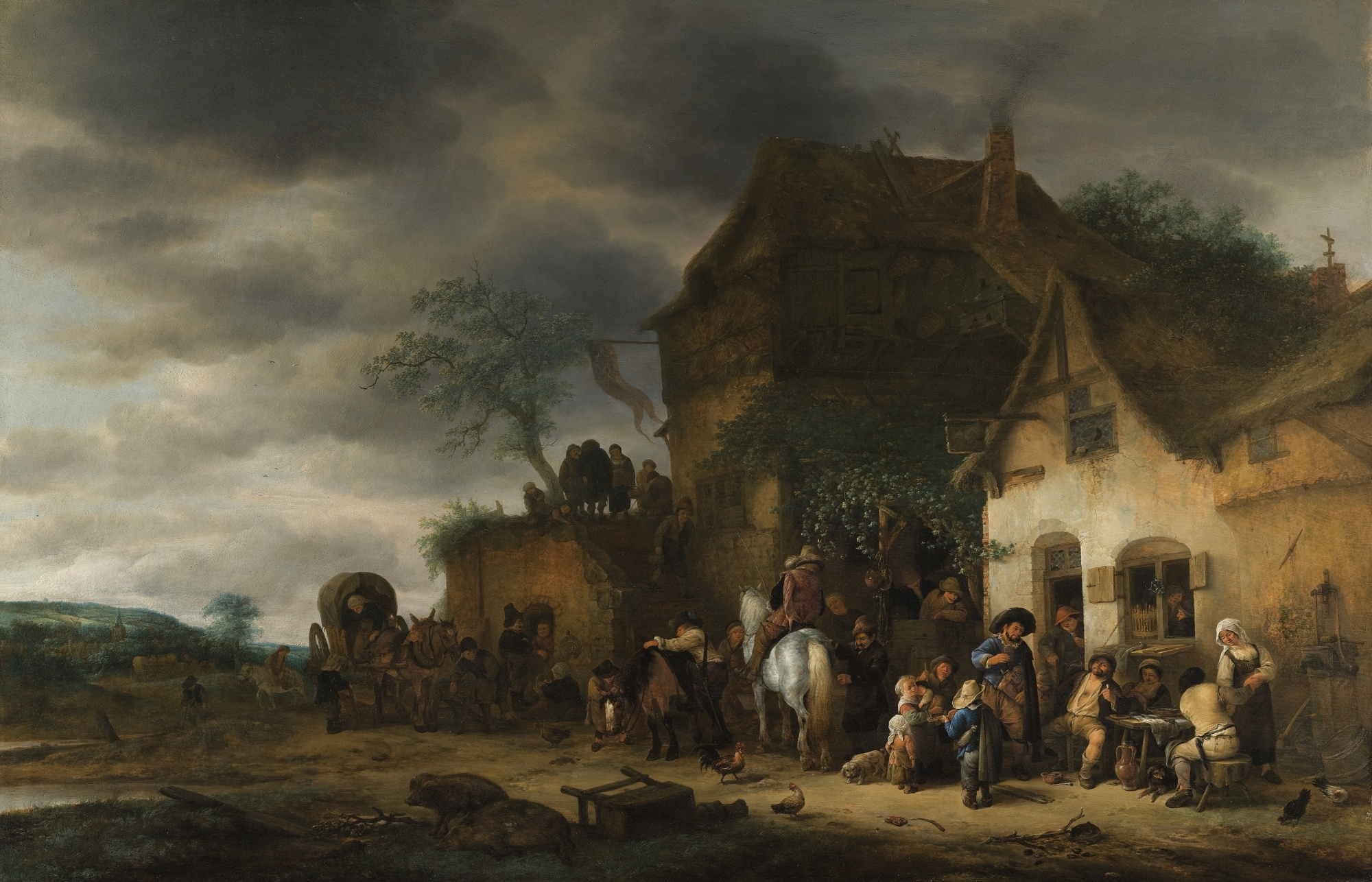
Путники, остановившиеся в деревенской гостинице. 1640-е. Дерево, масло. Частное собрание